# Малдиви на Светском првенству у атлетици у дворани 2012.
Малдиви су осми пут учествовали на Светском првенству у атлетици у дворани 2012. одржаном у Истанбулу од 9. до 11. марта. Репрезентацију Малдива је представљао један такмичар, који се такмичио у трци на 60 метара.
Малдиви нису освојили ниједну медаљу али је оборен лични рекорд.

## Учесници
Мушкарци:
- Ahmed Azneem — 60 м

## Резултати

### Мушкарци
| Атлетичар    | Дисциплина | Лични рекорд | Квалификација | Квалификација | Полуфинале           | Полуфинале           | Финале               | Финале       | Детаљи |
| Атлетичар    | Дисциплина | Лични рекорд | Резултат      | Место         | Резултат             | Место                | Резултат             | Место        | Детаљи |
| ------------ | ---------- | ------------ | ------------- | ------------- | -------------------- | -------------------- | -------------------- | ------------ | ------ |
| Ahmed Azneem | 60 м       |              | 7,33 ЛР       | 4. у гр. 6    | Није се квалификовао | Није се квалификовао | Није се квалификовао | 41 / 57 (61) |        |